# Garcia Gil de Manrique y Maldonado
Garcia Gil de Manrique y Maldonado (El Pobo de Dueñas, 1575 - Alcalá la Real, 1651), Va ser nomenat rector de l'Estudi General de Barcelona, origen de l'actual Universitat de Barcelona (1626-1628), Bisbe de Girona (1627-1633) i de Barcelona (1633-1651). A l'inici de la Guerra dels Segadors (1640) fou nomenat lloctinent de Catalunya. Va ésser nomenat President de la Generalitat de Catalunya el 9 d'octubre de 1632 en una segona extracció, ja que a la del 22 de juliol de 1632 havia estat escollit Lluís de Montcada i de Gralla, cavaller de l'orde de Jerusalem i canonge de la catedral de Vic, que finalment no hi va comparèixer.
Garcia Gil fou un gran teòleg de Salamanca, on també havia estudiat filosofia. Es va traslladar a Roma on va exercir d'advocat a la Cúria romana entre 1609 i 1629. Va passar a bisbe auxiliar de Conca i posteriorment a bisbe d'Útica (Tunísia) el 1618. Va ser inquisidor dels tribunals de Toledo i Saragossa, i fiscal suprem del Sant Ofici de la Inquisició. Fou bisbe de Girona el 30 d'agost de 1627 i fins al 1632 que fou nomenat bisbe de Barcelona poc abans de ser extret com a diputat eclesiàstic.
Durant el seu trienni al front de la Generalitat va mostrar una actitud correcte enfrontant-se a la corona quan convenia. Va denunciar els inquisidors que cobraven taxes als vaixells i els soldats que incomplien la constitució del vectigal. Els problemes amb el rei tenien com a denominador comú el finançament reial per a atendre els diferents fronts bèl·lics, especialment la Guerra dels Trenta Anys. Va haver de mitjançar davant d'una petició de 600.000 escuts que Felip IV havia fet al papa i que aquest va repercutir a les seves diòcesis. Els bisbats catalans no hi estaven d'acord i varen demanar la intervenció de Gil de Manrique que es va veure atrapat entre respectar la jerarquia religiosa o atendre als seus ciutadans.
Va haver d'atendre les reclamacions del lloctinent Enric d'Aragó, duc de Sogorb i Cardona perquè el consistori atengués els costos de reparar el castell de Perpinyà pendents des de 1585. El lloctinent ho va demanar el 6 de setembre de 1634 i va tornar a insistir el 22 de gener de 1635. Aquestes reclamacions anaven aparellades amb un nou intent per a cobrar el quint, la qual cosa denota la precària situació de les finances reials.
La conseqüència de la falta d'atenció d'aquestes reclamacions per la Generalitat, fou el trasllat de tots els jutjats i la seu del virrei a la ciutat de Girona.
Pels seus serveis a la corona va ser nomenat Lloctinent de Catalunya el 1640 rellevant a Enric d'Aragó mort quan portava un mes en el càrrec, probablement enverinat. Enric d'Aragó havia rellevat al difunt Comte de Santa Coloma assassinat en el "Corpus de Sang", revolta que Manrique va intentar apaivagar. Era contrari als francesos i es va negar a prestar jurament de fidelitat a Lluís XIII, per això va estar exiliat de Barcelona en el període que aquells van governar la ciutat comtal.